# 東京 (サニーデイ・サービスのアルバム)
『「東京」』（とうきょう）は、1996年2月21日に発売されたサニーデイ・サービス通算2作目のスタジオ・アルバム。

## 解説
先行シングル「青春狂走曲」と「恋におちたら」の2曲を収録、前作『若者たち』での日本語詞によるフォーク・ロック路線をさらに踏み込んだ本作。後年、曽我部恵一は「爆発的に売れたみたいに感じてる人多いみたいだけど、全然売れなかったんだよね。『若者たち』よりはもちろん売れたけど、アジカンとかのほうがよっぽど売れてる。同じ月にフィッシュマンズの『空中キャンプ』も出たんだよ。『東京』とは全然違うんだけど、俺の中ではつながっていて。90年代の空気というか、なんかすごいいい時代というか。90年代に『空中キャンプ』や『東京』を聴いていられた日々っていうか……いまだと絶対こんなアルバム出てこないもん。神聖かまってちゃんにしろ相対性理論にしろ、聴いてるとものすごい情報の渦の中に引っぱられるんだけど、『空中キャンプ』とか『東京』とかは真逆で、真空の状態にぽつんといるような状態にしてくれるんだよね。そういう音楽ってもうあんまないよね」と振り返っている。そのほか、「これは湘南のフリー・スタジオで録ったね。あそこは潮臭かった」という丸山晴茂に対し、田中貴も「あの辺通ると思い出す。ああこの辺だったなあって」と答えている。
また、曲によっては曽我部以外のメンバーが参加していないなど、曽我部のソロ・アルバムという色合いを強く感じる内容になった事については「最初の『若者たち』は意固地に3人だけで作ったんだけど、ヘタウマっていうかガレージ・サウンド。だけど僕が作りたいのは、FMとかで流れるようなJポップだったんですよね。だから『東京』ではニュー・ウェイヴとかパンク感みたいなのが、出来るだけでないようにしたかったんです。そうしたらいろんな外部のミュージシャンも呼んで、自分だけスタジオにいてっていう風になって、僕のソロみたいになった」とし、それゆえ当時のライヴでの落差については「ライヴ下手ですねとか言われたけど、上手い下手も分かってなかった。ミッシェルとか飲み友達になってライヴを間近で見て、上手いってのはこういう感じか、みたいな」「ライヴに対する興味は持とうと思っていたけど、とらえ方が分からなかったんですね。お客さんも喜んでいるのかどうか分からないけど、ひたすら僕らの事を見てるってのが最後まで続きましたから」「“のってるかい”って煽るのを否定し、絶叫したりギリギリのピッチでハイ・トーンで歌わなきゃいけないってのをまったくなくそうってボソボソ歌い始めた。そのお手本がはっぴいえんどだったんだけど、そうするとコール&レスポンスみたいなのは生まれてこない。そこはジレンマでした。人と人はそんなに手と手を取り合って急に仲良くなれるわけないじゃんっていうのが根本にあって、それでも音楽で感じあえる事があるよねっていうのがコンセプトだったんですよ。そのためにライヴのノリは最後まで悪かった」と、2008年の再結成以前に振り返っていた。
本作のタイトルが“東京”である事について、曽我部はリリース直後のインタビューで「途中で浮かんできて。とりあえず、曲を作っててボンヤリしたものは見えてたんだけど、こうカチッと決まるタイトルっていうか、コンセプトが全然見えなくて……それで結構悩んでたんですよね。6か月ぐらいずーっと何もしなくて考えてたんですよね」「（アルバムを包括するようなテーマが透けて見えるようなアルバムを作りたかったということか、との問いに）もちろんそうです。そういうものにしたいっていうのはあったし、それが何かっていうのも感覚的にはあったんだけど、はっきりとはわからなくて、頭だけがこう、先行しちゃってるっていうか、そしたら、フッとオープニングの<東京>っていう曲ができて、それからアルバム最後の<コーヒーと恋愛>っていう曲ができたんです。それで『あっ、なるほど!』って思って。その感覚が、今回の『東京』っていうアルバムになったんですよ。もう『これだ!』っていうのはあったんだけど、それは漠然として……とりあえず“街”っていうことと“街に出ること”とか、そういういくつかの要素はあるんですけどね……あと、“人”……複雑ですね、すごく」と、自分の中ではつながっていても、まとめようとするととっ散らかりがちなものだという。
例えば「恋におちたら」での、“君を迎えに行くよ”と言っているだけで、その女の子にはまだ会っていないなど、アルバム収録曲の主人公たちは誰も行動を起こしていないという指摘には「でも会うまでの事歌うのって大切だと思いますよ、俺。会うまでが重要じゃないですか、付き合うまでが重要とか。そういうほうが盛り上がるもんじゃないですか。できればそっちの方を歌いたいな。何かあった後の結果より…だから、現実どうこうっていうんじゃなくて気持ちの問題? 結果は良くても悪くてもどっちでもいいっていうか。だから何かしようとする瞬間? それはすごい出したいなっているのはある。それはいい結果が出ればいい結果が出たでいいんですけど、何て言うのかなあ、歌を作るときに何が核になってるかなっていうと、結果得たものからの感動よりは、やり始めるっていう時の方が全然重要っていうか。やり始めようっていう時は何かすごい盛り上がるじゃないですか?」「だから迎えに行って会って、買い物しに行くでも何でもいいけど、そういうのはどうでもいいっていうか。何て言うのかなあ…解答が得られた状態じゃないからねえ。別にもうそれはしょうがないっていうか。だから何もないけど、君を迎えに行くよっていう意思はすごい強い。その結果会えなくてもどっちでもいいんですけど…気持ちのレベルがピークにあるっていう」「（「結局どうなったらこの人は納得するんだろう」と不思議に感じるとの問いに）どうなんでしょうねえ。だからって、その人がダメなんだっていうような事は絶対にないと思うんですよ。そういう人が殆どだと思うし、それが僕は正しいと思うし。俺はもうすべて分かりきってるぞみたいな奴は、そんなのインチキだから信用できないし。でもそういう僕みたいな人の中にもこういうアグレッシヴっていうか、前向きな感情? その人のレベルで前向きな感情っていうのはあるんだろうし。その感情っていうのは本物だと思うから、そこができたらいいなと思うけど。だから、解決策みたいなのを求めて音楽をやってるわけじゃなくて、断面を切り取って歌にするっているか、最終的に答えが出てればOKみたいな音楽じゃないですからねえ…だからその現実そのものを、自分の今の姿っていうものを、僕はただレコードにしたいだけですから」と答えていた。
「恋におちたら」「あじさい」「青春狂走曲」の3曲は、後にベスト・アルバム『Best Sky』と、2013年リリースの2枚組ベスト・アルバム『サニーデイ・サービス BEST 1995-2000』にそれぞれ収録されたほか、タイトル曲「東京」は、“東京”というタイトルの曲だけを集めたコンピレーション・アルバム『東京こんぴ』に収録された。初回盤はミニ・ポスター封入の、三方背ボックス入り初回限定パッケージ。同年8月にはアナログ盤も発売された。さらに本作リリースから10年後の2006年、アルバム収録曲をすべて曲順どおりにアコーステック・ギターの弾き語りで演奏するという曽我部のソロ・ライブが行われ、その模様はライブ・アルバムとして限定リリースされた。
アルバムのジャケットに使われた写真は、守矢登著「科学のアルバム（植物編）『サクラの一年』」（あかね書房刊）収録のソメイヨシノの写真を彩色したもので、千鳥ヶ淵で撮影された。曽我部によれば、桜のジャケット案はあったものの、なかなかノスタルジックな写真が撮れなかったところに突然降ってきた話だったという。また、デザインを手掛けた小田島等は「話題となった『デザイン盗用問題』とコレはワケが違います。80年代のシミュレーション・アートと、ヒップホップ以降のサンプリング文化を下敷きにしています。これは70年代頭の植物図鑑なんですが、当初の撮影者に許可得てギャランティを支払いました」とツイートしている。
2016年には発売から20年を記念して、最新リマスタリングによる『東京』のCDと限定LP、そして限定ボックス・セット『東京 20th anniversary BOX』がリリースされた。

## 評価
雑誌『ミュージック・マガジン』2016年7月号の特集「90年代の邦楽アルバム・ベスト100」で7位に選出。コメントで「渋谷系からフォーキーへとムーヴメントを完全移行させた記念碑的作品。デビュー作『若者たち』の時点ではイロモノなのか判断がつかないところもあったが、この2作目で一気に彼らの個性と新しい潮流を確立した」「フォーキーなだけでなく（中略）、パンクやオルタナが隠し味になっていて、そこに秘められた反骨精神もこのアルバムのポイントになっていることに気づかされる」と評された。

## 収録曲
| 全作詞・作曲・編曲: KEIICHI SOKABE。 |                                          |                |                |      |
| #                                    | タイトル                                 | 作詞           | 作曲・編曲     | 時間 |
| 1.                                   | 「東京」                                 | KEIICHI SOKABE | KEIICHI SOKABE | 1:55 |
| 2.                                   | 「恋におちたら」                         | KEIICHI SOKABE | KEIICHI SOKABE | 4:42 |
| 3.                                   | 「会いたかった少女」                     | KEIICHI SOKABE | KEIICHI SOKABE | 4:56 |
| 4.                                   | 「もういいかい」                         | KEIICHI SOKABE | KEIICHI SOKABE | 4:50 |
| 5.                                   | 「あじさい」                             | KEIICHI SOKABE | KEIICHI SOKABE | 4:19 |
| 6.                                   | 「青春狂走曲」                           | KEIICHI SOKABE | KEIICHI SOKABE | 3:19 |
| 7.                                   | 「恋色の街角」                           | KEIICHI SOKABE | KEIICHI SOKABE | 4:32 |
| 8.                                   | 「真赤な太陽」                           | KEIICHI SOKABE | KEIICHI SOKABE | 3:39 |
| 9.                                   | 「いろんなことに夢中になったり飽きたり」 | KEIICHI SOKABE | KEIICHI SOKABE | 4:55 |
| 10.                                  | 「きれいだね」                           | KEIICHI SOKABE | KEIICHI SOKABE | 5:31 |
| 11.                                  | 「ダーリン」                             | KEIICHI SOKABE | KEIICHI SOKABE | 3:35 |
| 12.                                  | 「コーヒーと恋愛」                       | KEIICHI SOKABE | KEIICHI SOKABE | 2:43 |
| 合計時間:                            | 合計時間:                                | 48:56          |                |      |

## 楽曲解説
1. 東京
アルバムの最後の方で出来た曲だという。曽我部は「この曲で『東京』というアルバムのアイディアがまとまったんです。アルバムの頭に、ちょっとした短い弾き語りの曲があるといいなと思って」[10]と答え、テーマ曲みたいな感じで作られた。
2. 恋におちたら
アルバムの最初のほうに作られた曲。曽我部は「あまりよく覚えていないんですけど、朝起きたらそういう気分だったので、なんとなく作ったんだと思います」[10]と答えている。シングル・リリースに際し[注釈 2]、納屋で演奏するメンバーを撮影したプロモーション・ビデオが作られている。
3. 会いたかった少女
この曲が生まれた経緯を曽我部は「これを作った頃はカントリー・ロックとかを聴いていたので、カントリー風というのにハマっていたんですよ。それで、カントリーにちょっと洒落た都会っぽいイメージのメロディーを付けた曲を作ろうと思ったんです」[10]と答えている。
4. もういいかい
5. あじさい
歌詞について曽我部は「この曲を作ったのは梅雨時に田舎（香川県坂出市）に帰った時で、古本屋巡りながら永井荷風とか乱歩とか読んでたんです。そういうものに惹かれてて『この良さは、何なんだろう?』っていう探究心から作ったんです」[4]という。レコーディングでは丸山晴茂がコンガで参加している以外、基本的なリズムは曽我部が演奏している。この曲を本作に収録した理由については「僕は大正の大衆文学が好きなんですけど、それをポップスで表現してみたらどうかなと思って作った曲です。まぁ、ネタはスタカンなんですけどね。で、完全な企画ものだし趣味的に感じだから、シングルのB面にでも入れようかと思っていたんです。でもストリングスを被せたりして、ひとりでスタジオで作っているうちに、何となくアルバムに入れてみようかなと思って。アルバムの中のつなぎの1曲になればいいと思っていたんですけど、結局僕らが意図していない部分で意外に人気の曲になりましたね」[10]と答えている。この曲には曽我部と女性のモデルが出演するプロモーション・ビデオが制作された。
6. 青春狂走曲
先行シングルとしてリリースされ[注釈 1]、杉浦英治が観客の一人として出演するプロモーション・ビデオも制作された。この曲は後に曽我部恵一バンドのレパートリーとして取り上げられている。
7. 恋色の街角
8. 真赤な太陽
9. いろんなことに夢中になったり飽きたり
駒沢裕城によるペダル・スティール以外は、曽我部がすべてのパートをレコーディングしている。曽我部は「これもあまり覚えていないんですけど、スタジオの空き時間に適当に作ったんだと思います。最初は3拍子でコーラス・ワークの綺麗な曲にしたいと思って。それで、3拍子のちょっとしたカントリー風の弾き語りにしたんですよ。ベースは入れたらどうなるかなと思って、確か後から入れたんです」[10]と答えている。
10. きれいだね
11. ダーリン
12. コーヒーと恋愛
シングル「恋におちたら」[注釈 2]のカップリング曲のアルバム・ミックス。

## クレジット

### 東京
| ACOUSTIC GUITAR, PIANO, VOCAL / 曽我部恵一 |
| INSPIERED BY 吉井勇、中山晋平              |

### 恋におちたら
| ACOUSTIC GUITAR, TAMBOURINE, CHIME, VOCAL / 曽我部恵一 |
| BASS / 田中貴                                          |
| DRUMS / 丸山晴茂                                       |
| PIANO, ELECTRIC PIANO / 中村文俊                       |

### 会いたかった少女
| ACOUSTIC GUITAR, ELECTRIC GUITAR, VOCAL / 曽我部恵一 |
| BASS / 田中貴                                        |
| DRUMS, TAMBOURINE / 丸山晴茂                         |
| VIOLIN / 影山桐子                                    |

### もういいかい
| ELECTRIC GUITAR, ACOUSTIC GUITAR, TAMBOURINE, VOCAL / 曽我部恵一 |
| DRUMS / 丸山晴茂                                                 |
| BASS / 田中貴                                                    |
| PEDAL STEEL / 駒沢裕城                                           |
| CHORUS / 新宿少年団                                              |

### あじさい
| ACOUSTIC GUITAR, ELECTRIC GUITAR, DRUMS, BASS, TAMBOURINE, ELECTRIC PIANO, VOCAL / 曽我部恵一 |
| CONGA / 丸山晴茂                                                                              |
| STRINGS / 篠崎正嗣クァルテット                                                                |
| STRINGS ARRANGEMENT / 矢野誠                                                                  |

### 青春狂走曲
| ELECTRIC GUITAR, ACOUSTIC GUITAR, VOCAL / 曽我部恵一 |
| BASS / 田中貴                                        |
| DRUMS, TAMBOURINE / 丸山晴茂                         |
| ORGAN, PIANO / 並木静                                |
| HAND CLAP / 新宿少年団                               |

### 恋色の街角
| ACOUSTIC GUITAR, ELECTRIC GUITAR, CONGA, VOCAL / 曽我部恵一 |
| BASS / 田中貴                                               |
| DRUMS, TAMBOURINE / 丸山晴茂                                |
| ELECTRIC PIANO / 並木静                                     |
| FLUTE / 赤塚聡明                                            |

### 真赤な太陽
| ACOUSTIC GUITAR, ELECTRIC GUITAR, PIANO, MANDLIN, HARMONICA, VOCAL / 曽我部恵一 |
| BASS / 田中貴                                                                   |
| DRUMS, COWBELL, MARACAS / 丸山晴茂                                              |

### いろんなことに夢中になったり飽きたり
| DRUMS, BASS, ACOUSTIC GUITAR, VOCAL / 曽我部恵一 |
| PEDAL STEEL / 駒沢裕城                           |

### きれいだね
| ELECTRIC GUITAR, VOCAL / 曽我部恵一 |
| DRUMS / 丸山晴茂                    |
| BASS / 田中貴                       |
| ELECTRIC PIANO / 中村文俊           |
| CLAP / 新宿少年団                   |

### ダーリン
| ACOUSTIC GUITAR, VOCAL / 曽我部恵一 |
| BASS / 田中貴                       |
| DRUMS / 丸山晴茂                    |
| PEDAL STEEL / 駒沢裕城              |

### コーヒーと恋愛
| ACOUSTIC GUITAR, VOCAL, KAZOO / 曽我部恵一 |

### スタッフ
| 「東京」 |
| |
| - PRODUCER - 曽我部恵一 |
| |
| - ENGINEER - 中村文俊 |
| |
| - ASSISTANT ENGINEER - 内山誠憲 |
| |
| - MASTERING ENGINEER - 毛利篤 |
| |
| - DIRECTOR - 渡邊文武 (ミディ) |
| |
| - ART DIRECTOR - 小田島等 (ふろっぴいでぃすこ)                                                                                        |
| |
| - PHOTOGRAPHERS - 守矢登 - 坂本正郁                                                                                                   |
| |
| - STUDIOS - フリー・スタジオ（湘南） - スタヂオ・テイク（幡ヶ谷） - コロムビア・スタジオ（赤坂） - リンキィディンクスタジオ（梅ヶ丘） |
| |
| - EXECUTIVE PRODUCER - 大蔵博 |
| |
| 「サニーデイ・サービス」 |
| 曽我部恵一 |
| 田中貴 |
| 丸山晴茂 |

## リリース日一覧
| 地域 | リリース日    | レーベル     | 規格   | カタログ番号 | 備考                                        |
| ---- | ------------- | ------------ | ------ | ------------ | ------------------------------------------- |
| 日本 | 1996年2月21日 | RHYME ⁄ MIDI | CD     | MDCL-1303    |                                             |
| 日本 | 1996年8月31日 | RHYME ⁄ MIDI | LP     | MDJL-1001    | 限定プレス                                  |
| 日本 | 2016年5月18日 | MIDI         | SHM-CD | MDCL-1552    | リマスタリング再発                          |
| 日本 | 2016年5月18日 | MIDI         | LP     | MDJL-1002    | リマスタリング&カッティング再発、限定プレス |